# Starost
Starost (polsk starosta, ukrainsk: староста, lat. capitaneum) er et slavisk ord, der oprindeligt refererede til forvalteren af en klans aktiver. Det  har været brugt til både officielle og uofficielle lederstillinger siden middelalderen. I denne henseende ligner det de tyske ord Elder eller Vorsteher. I forhold til en by eller en kommune var en starost ikke en borgmester (polsk: burmistrz) som den højeste repræsentant for et valgt selvstyre, men en kongelig administrativ embedsmand, bedst oversat med den forældede titel Drost.
I det polsk-litauiske imperium var Starost en titel for middeladelen, sammenlignelig med en baron, samt et embede svarende til en distriktsadministrator. I realunionen Polen-Litauen var der to typer starost indtil 1795: slots starost (polsk grodowy) og amtsstarost (polsk niegrodowy). Den første var en kongelige repræsentant der også  var dommer i et mindre område, kaldet starostwo. Titlen var også almindelig i dele af Det Hellige Romerske Rige og medførte ikke noget krav på ejendomsret til jord. En starostei var et krongods.
I dagens Polen refererer starosta til en distriktsadministrator, der leder distriktsadministrationen (starostei) og administrerer et powiat (amt). I Tjekkiet svarer Starost dog til den østrigske eller tyske borgmester.
Den tysk-baltiske forfatter Werner Bergengruen skrev i 1926 romanen Den store Alkahest, som fik titlen Starosten i den nye version fra 1938.